# (6150) Neukum
(6150) Neukum ist ein Asteroid des Hauptgürtels, der am 16. März 1980 vom schwedischen Astronomen Claes-Ingvar Lagerkvist am La-Silla-Observatorium (IAU-Code 809) der Europäischen Südsternwarte in Chile entdeckt wurde.
Der Asteroid gehört zur Hygiea-Familie, einer eher älteren Gruppe von Asteroiden, wie vermutet wird, deren größtes Mitglied der Asteroid (10) Hygiea ist.
Der Himmelskörper wurde nach dem deutschen Planetenforscher und Professor an der Freien Universität Berlin Gerhard Neukum (1944–2014) benannt, der durch das von ihm entwickelte Modell zur Altersbestimmung einer planetaren Oberfläche anhand der Zahl der Einschlagskrater große Bekanntheit erlangte.